# Кескозеро (озеро)
Кескозеро — озеро на территории Коткозерского сельского поселения Олонецкого района Республики Карелии.

## Общие сведения
Площадь озера — 0,9 км², площадь водосборного бассейна — 85,6². Располагается на высоте 110,8 метров над уровнем моря.
Форма озера продолговатая: вытянуто с северо-запада на юго-восток. Берега каменисто-песчаные, в северо-западной оконечности — заболоченные.
Через озеро протекает река Люба, впадающая в Утозеро, откуда берёт начала река Олонка.
На севере озера расположен один некрупный остров без названия.
На берегу озера располагается деревня Кескозеро, через которую проходит дорога местного значения 86К-178 («Автодорога по д. Кескозеро»), дугой соединяющая трассу Р21 («Кола»).
Код объекта в государственном водном реестре — 01040300211102000014824.